# Bandera de Noruega
La bandera de Noruega consta de un fondo rectangular de color rojo con una cruz azul con un borde blanco. Su proporción es de: 11/8.
La bandera data de 1821, fecha en la cual se aprobó una ley que fijaba sus colores y composición. Los colores rojo, blanco y azul simbolizan la libertad, del mismo modo que en la bandera de Estados Unidos o en la del Reino Unido, o la bandera tricolor, símbolo de la Revolución francesa. Está inspirada en la bandera danesa a la que une, según otra teoría que explica su origen, el color azul de Suecia.

La Resolución fue adoptada por el Gobierno en 1821, pero sin el consentimiento del monarca, puesto que se habilitaba al rey solamente para sancionar un uso limitado de la bandera noruega. Esta bandera únicamente podía ondear en las aguas noruegas, y las naves debían alzar el pabellón sueco cuando navegaban al sur del Cabo Finisterre (España) a causa del riesgo de ataques por los piratas norteafricanos, que no reconocían la bandera noruega.

Bandera de la marina mercante durante el período de unión con Suecia (1844-1899)

En 1838, el monarca autorizó el uso de la bandera noruega para el resto del mundo. Durante los años comprendidos entre 1844 y 1899 la marina mercante noruega empleó la bandera con el "Símbolo de la Unión" (con Suecia) en el cuarto superior cerca del palo en que se combinaban los colores de las banderas de ambos países.
La bandera de Noruega también puede formar varias banderas. Solo con esta bandera se pueden formar las banderas de: Mónaco e Indonesia, Polonia, Finlandia (si no tomamos en cuenta las dimensiones), Yugoslavia, Tailandia, Paraguay (sin el escudo),los Países Bajos y Francia. Esta bandera puede formar 8 banderas.

## Construcción de la bandera

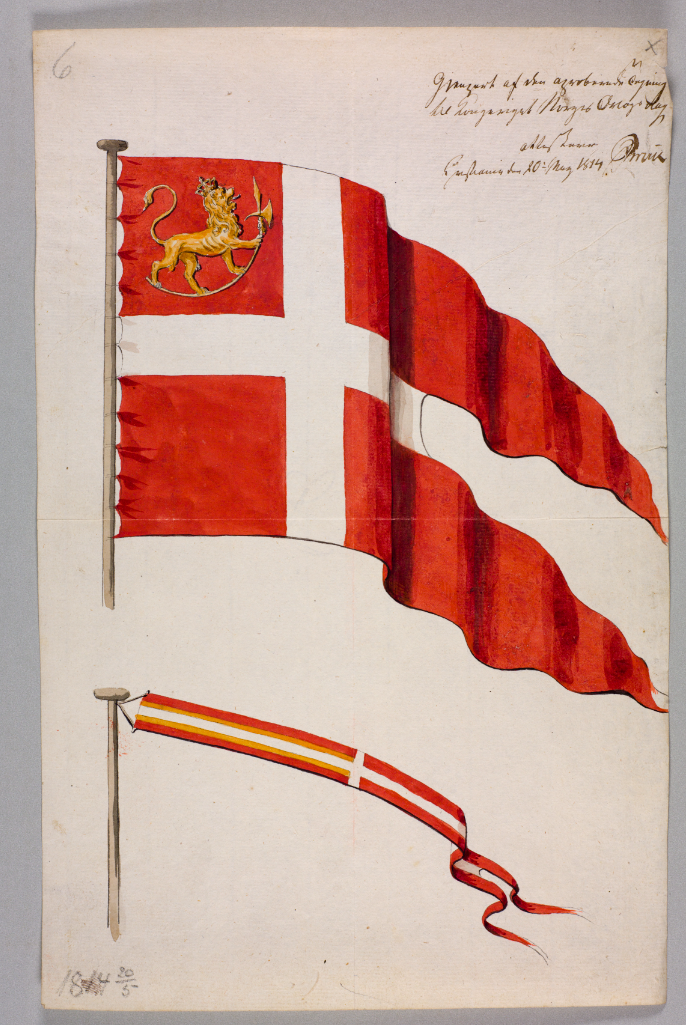
La primera bandera de guerra de la Noruega independiente, presentada el 27 de febrero de 1814, fue reemplazada el 7 de marzo de 1815 por una bandera de guerra común para Suecia y Noruega.

## Historia
Es difícil establecer cómo era la primera bandera de Noruega. Durante la antigüedad, los países no ondeaban banderas. Los reyes y otros gobernantes enarbolaron banderas, especialmente en la batalla. San Olav usó una serpiente dentro de una marca blanca en la Batalla de Nesjar. Antes de esto, se usaba el cuervo o el dragón. Magnus el Bueno usó la misma marca que San Olav. Harald Hardrade usó el estandarte del cuervo. Esta bandera fue ondeada por varios jefes vikingos y otros gobernantes escandinavos durante los siglos IX, X y XI d. C. Inge usó un león rojo sobre oro. Sverre usó un águila en oro y rojo. La bandera más antigua conocida que podría describirse como una bandera nacional de Noruega es la que se usa hoy como Estandarte real. Eirik Magnusson usó una bandera descrita como un león dorado con un hacha y una corona en rojo desde 1280 y desde entonces fue regularmente la bandera del rey de Noruega y, por lo tanto, también de Noruega.